# مارتين تومسون
مارتين تومسون (بالإنجليزية: Martyn Thompson)‏ هو مصور أسترالي، (و. 1900  م).